# Airbus E-Fan

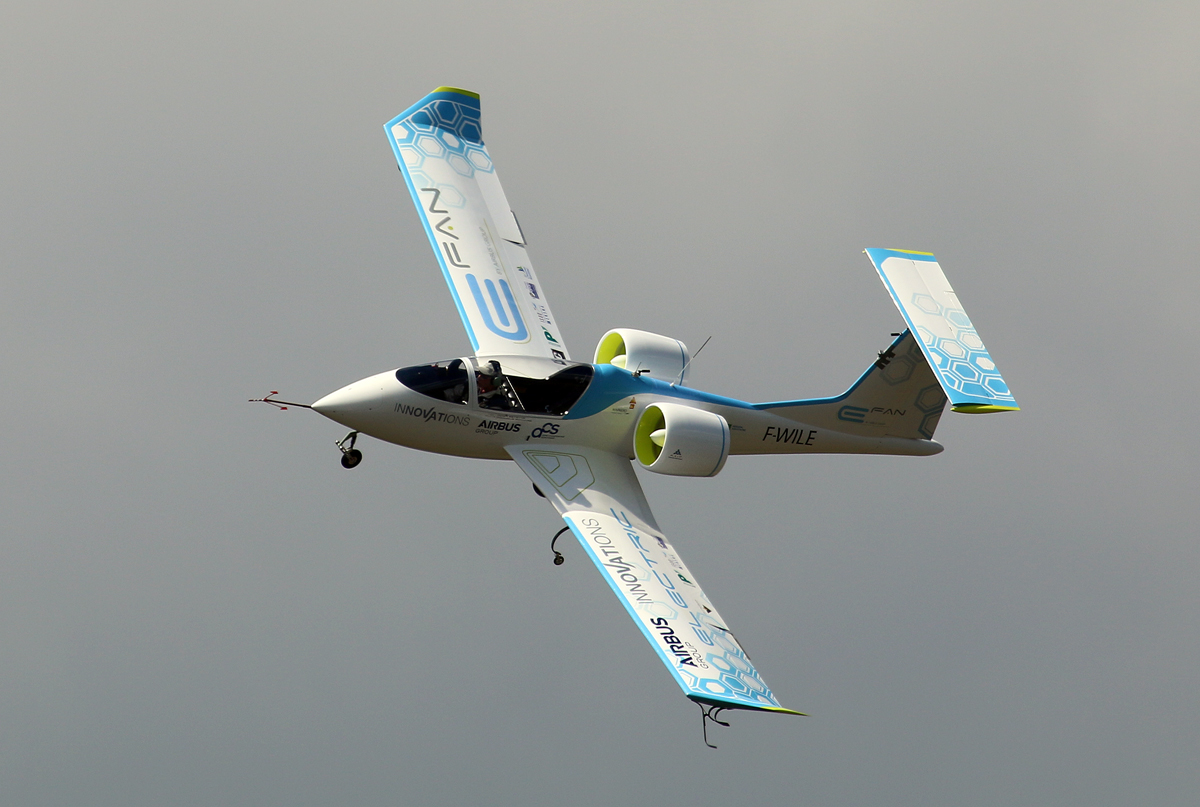
E-Fan in Farnborough 2014

Der Airbus E-Fan ist ein zweisitziges Elektroflugzeug der Airbus Group Innovations und wurde von der Firma Aéro Composites Saintonge in Royan (Département Charente-Maritime, Frankreich) gebaut. Obwohl als „Training Aircraft“ klassifiziert, sollte das System hauptsächlich zur Erprobung neuer Antriebskonzepte verwendet werden. Die weitere Entwicklung der Maschine wurde 2017 eingestellt.

## Geschichte
Das Elektroflugzeug wurde in 18-monatiger Entwicklungszeit von einem Team aus 5 bis 18 Leuten konstruiert und zur Flugreife gebracht. Es ist das Nachfolgeprojekt des CriCri und wurde 2013 auf der Pariser Luftfahrtschau in Le Bourget vorgestellt. Der Erstflug fand am 11. März 2014 am Flughafen Bordeaux-Mérignac statt. Es war eine Serienfertigung des E-Fan 2.0 von etwa 100 Stück vorgesehen. Die Produktion sollte am Flughafen Pau-Pyrenäen stattfinden. Die In-Dienst-Stellung sollte Ende 2017 erfolgen. Eine Variante mit vier Sitzen als E-Fan 4.0 war auch schon visualisiert.
Im April 2017 gab Airbus bekannt, das Projekt nicht mehr weiterverfolgen zu wollen.
Das Projekt war wesentlicher Teil des Industrieplans Elektroflugzeuge und Flugzeuge der neuen Generation der Regierungsinitiative La Nouvelle France Industrielle, an der neben Airbus u. a. auch Zodiac Aerospace und Siemens beteiligt sind.

## Konstruktion
Der Antrieb erfolgt über zwei Mantelpropeller mit variablem Pitch. Die Elektromotoren haben eine maximale Gesamtleistung von 60 kW. Zur Energiespeicherung sind in den Tragflächen Lithium-Ionen-Akkus untergebracht.

## Nutzung
Am 10. Juli 2015 überquerte der Pilot Didier Esteyne mit einem E-Fan den Ärmelkanal von Dover nach Calais. Der Flug brachte allerdings nicht den erhofften Rekord – einen Tag vorher überquerte der Air-France-Pilot und Kunstflieger Hugues Duval in einer CriCri den Ärmelkanal in umgekehrter Richtung als erstes Elektroflugzeug.

## Technische Daten
| Kenngröße             | Daten                                                                                |
| --------------------- | ------------------------------------------------------------------------------------ |
| Typ                   | Tandem-Zweisitzer mit Doppelsteuerung                                                |
| Besatzung             | 1 (Pilot, s. a. oben)                                                                |
| Passagiere            | 1 (Flugschüler, s. a. oben)                                                          |
| Instrumente           | EFIS (Elektr. FlugInstrumenten-System)                                               |
| Länge                 | 6,67 m                                                                               |
| Spannweite            | 9,50 m                                                                               |
| Leermasse             | 550 kg                                                                               |
| Startgeschwindigkeit  | 110 km/h                                                                             |
| Reisegeschwindigkeit  | 160 km/h                                                                             |
| Höchstgeschwindigkeit | 220 km/h                                                                             |
| Reichweite            | ca. 40 min Flugzeit, geplant > 1 h                                                   |
| Batterie              | 250 V Lithium-Ion-Polymer                                                            |
| Bordnetz              | 24 V                                                                                 |
| Triebwerke            | zwei Elektromotoren mit je 30 kW (60 kW Gesamtleistung), 270 V Zwischenkreisspannung |
| Schubkraft            | 1,5 kN                                                                               |